# Złota (gemeente)
De gemeente Złota is een landgemeente in het Poolse woiwodschap Święty Krzyż, in powiat Pińczowski.
De zetel van de gemeente is in Złota.
Op 30 juni 2004 telde de gemeente 4939 inwoners.

## Oppervlakte gegevens
In 2002 bedroeg de totale oppervlakte van gemeente Złota 81,7 km², waarvan:
- agrarisch gebied: 79%
- bossen: 13%

De gemeente beslaat 13,36% van de totale oppervlakte van de powiat.

## Demografie
Stand op 30 juni 2004:
| Omschrijving                   | Totaal | Totaal | Vrouwen | Vrouwen | Mannen | Mannen |
| ------------------------------ | ------ | ------ | ------- | ------- | ------ | ------ |
| eenheid                        | aantal | %      | aantal  | %       | aantal | %      |
| inwoners                       | 4939   | 100    | 2520    | 51      | 2419   | 49     |
| bevolkingsdichtheid (inw./km²) | 60,5   | 60,5   | 30,8    | 30,8    | 29,6   | 29,6   |

In 2002 bedroeg het gemiddelde inkomen per inwoner 1096,17 zł.

## Aangrenzende gemeenten
Czarnocin, Pińczów, Wiślica